# 오리이 다카오
오리이 다카오(일본어: 折井 孝男)는 일본의 전직 축구 선수 겸 축구 감독이다.

## 지도자 경력
1984년 일본 여자 국가대표팀 감독으로 선임되었다.